# منطقه ابرشهری
به مجموعه چند منطقه کلان‌شهری که در نزدیکی زیادی به هم قرار گرفته باشند اصطلاحاً منطقه اَبَرشهری یا مگالوپلیس (megalopolis) گفته می‌شود. مناطق ابرشهری زنجیره‌ای از چند منطقه کلان‌شهری هستند که تقریباً در کنار یکدیگر جای گرفته‌اند. واژه مگالوپلیس که در زبان‌های غربی برای این مفهوم به‌کار می‌رود از دو بخش مگالو و پلیس تشکیل شده که بخش اول در یونانی به معنای مهتر و عظیم و بخش دوم به معنی شهر است.
اَبَرشَهرها هنگامی به وجود می‌آیند که شهرهای حومه یک شهر، با شهرها و مناطق حومه شهری دیگر تماس پیدا کند و به این ترتیب زنجیره‌ای از شهرهای متصل به یکدیگر به وجود آید. اگر چه این مجتمع‌ها به‌طور سنتی، مانند مناطق شهری جدا از هم بنیان نهاده شدند به ویژه در سده ۲۱ (میلادی) ابرمناطق در جهان پیشرفته درحال شکل دهی به مجتمع‌های متراکم هستند که از طریق آن تمایز میان یک منطقهٔ مرکزی واحد با یک ابرمنطقه در حال محوشدن است یا حتی یک ابرمنطقه فی‌النفسه در حال تبدیل شدن به منطقهٔ مرکزی یک کلان‌شهر است. چنین مناطقی که در آن‌ها یک منطقهٔ مرکزی به سرعت در حال شکل‌گیری است هرچند صرفاً به این نواحی محدود نمی‌شود مانند دلتای رودخانه مروارید که از زمان شکل‌گیری قسمت مرکزی ابرمنطقه ساحلی جنوب چین را به‌وجود آورد، یا منطقهٔ مرکزی اتحادیه جاکارتا-باندونگ که ابرمنطقه شمال جاوا را شکل می‌دهد، همانند مرکزیت دلتای رود زرد که بخشی از ابرمنطقه ساحلی مرکزی چین است. اصطلاح مطلوب در این باره برحسب کشورها متفاوت است.
در ایران هنوز ابرشهر پیوسته‌ای به وجود نیامده است. اما با توسعه جمعیت شهرها و ساخت شهرک‌های جدید، پیش‌بینی می‌شود در سال‌های آینده چند مهترشهر (همچون «مهترشهر رودهن-تهران-کرج-قزوین»، «مهترشهر شیراز-شهرصدرا-مرودشت» و «مهترشهر اصفهان-خمینی‌شهر-نجف‌آباد») به وجود آید.

## تاریخچه اصطلاح
اصطلاح مگالوپلیس توسط پاتریک گدس در کتابش «شهرها در تکامل» در سال ۱۹۱۵ توسط اسوالد اشپنگلر در کتاب «افول غرب» در ۱۹۱۸ و توسط لوئیس مامفورد در کتاب «فرهنگ شهرها» در ۱۹۳۸ که آن را به عنوان نخستین مرحله از بیش شهری‌شدگی و تنزل اجتماعی توصیف کرد. بعدها توسط ژان گوتمن در مطالعه درخشان وی در سال ۱۹۶۱ تحت عنوان «مگالوپلیس: منطقه ساحلی شهری شده در شمال ایالات متحده» برای توصیف زنجیره‌ای از مناطق کلان‌شهری «ساحل خاوری آمریکا» استفاده شد که از بوستون و ماساچوست آغاز شده، در ادامه تا نیویورک، فیلادلفیا و بالتیمور امتداد پیدا کرده و در نهایت به واشینگتن و ویرجینیای شمالی ختم می‌شود. این مفهوم گاهی تحت‌عنوان «بوس واش» شناخته می‌شود.

## تعاریف
منطقه ابرشهری شبکهٔ خوشه‌ای از شهرها است. گوتمن، جمعیت آن‌ها را ۲۵ میلیون نفر مشخص کرد. دوکسایدیس یک مگالوپلیس کوچک را خوشه‌ای مشابه با جمعیت ۱۰ میلیون نفر تعیین می‌کند. آمریکا ۲۰۵۰، برنامه انجمن برنامه منطقه‌ای، ۱۱ ابرمنطقه در ایالات متحده آمریکا و کانادا را فهرست‌بندی می‌کند. از نظر لفظی، مگالوپلیس در زبان یونانی به معنای شهری با اندازهٔ اغراق شده‌است از آنجا که پیشوند - مگالو بیانگر کمیتی اغراق‌شده در اندازه است. مناطق مگاپلیتن در گزارش رابرت ای. لانگ و دآن دهاول از مؤسسه ابرشهری (مگاپولیتن) در دانشگاه ایالتی و مؤسسه پلی‌تکنیک ویرجینیا در ژوئیه ۲۰۰۵ مورد بررسی قرار گرفتند. مقالهٔ لانگ و نلسون در سال ۲۰۰۷ از ۲۰ منطقهٔ مگاپلیتن که در ۱۰ ابرمنطقه ادغام شده‌اند استفاده می‌کنند. این مفهوم برپایه مدل اصلی مگالوپلیس است. مسیرهای ترابری به‌هم‌پیوستهٔ مدرن، مانند خطوط راه‌آهن و بزرگراه‌ها، بیشتر به توسعه ابرشهرها کمک می‌کند. این استفادهٔ هرروزه از مسیرهای عبوری به سراسر ابرشهر را به صورت غیررسمی ابرشهررَوی (مگالوپینگ، به معنی ورود و خروج دائمی و هر روزه از حاشیه به درون ابرشهر) می‌نامند. این اصطلاح توسط دیوید گاردن و استفان برتو ساخته شده‌است.
عوامل مؤثر در تشکیل بافت زنجیری از حوزه‌های مادرشهری و ایجاد ابرشهر، شامل شرایط طبیعی، زمینه‌های مساعد طبیعی، عوامل اقتصادی، جغرافیای فرهنگی و گذشته تاریخی ناحیه است. هنگام تشکیل یک مگالوپلیس، چشم‌اندازهای طبیعی بین حوزه‌های مادرشهری، به سرعت توسط واحدهای مسکونی، تأسیسات و سازمان‌های شهری اشغال می‌شوند و بافت زنجیری حوزه‌های مادرشهری تقویت می‌شوند. همچنین ممکن است میان حوزه‌های مادرشهری در محدوده ابرشهر، زمین‌های نیمه بایر، ملک‌های وسیع، پارک‌های طبیعی و پایگاه‌های نظامی، گسیختگی ایجاد کند. مگالو پلیس‌ها معمولاً به شکل خطی یا گذرگاهی هستند و اغلب در طول ساحل طبیعی و حوزه‌های منابع معدنی شکل می‌گیرد. مگالوپلیس‌ها تراکم عظیمی از مردم، بانک‌ها، امور تجاری، شرکت‌های بیمه، عمده فروشی، خرده‌فروشی، مراکز پذیرایی و تفریحی و فعالیت‌های شدید ترابری را در خود جای داده‌اند. همچنین در ابرشهرها فعالیت‌های دیگری نظیر مدیریت، نمایندگی‌های مسافربری، سازمان‌های تبلیغاتی، دفاتر وکلای حقوقی، دانشکده‌ها، دانشگاه‌ها و نهادهای پژوهشی نیز صورت می‌گیرد.